# Christian Tom-Petersen
Christian Tom-Petersen (født 7. februar 1945) er en dansk scenograf. 
Tom-Petersen er uddannet fra Kunsthåndværkerskolen og Kunstakademiet i Krakow. Siden 1968 har han været tilknyttet bl.a. Det Kongelige Teater, Comediehuset, Odense Teater, Aarhus Teater, Bristol Teatret og Betty Nansen Teatret og har desuden lavet scenografi til flere dukkefilm.